# 갑천고등학교 축구부
갑천고등학교 축구부는 강원도 횡성군에 위치한 갑천고등학교의 축구부이다. 갑천고등학교가 운영하는 축구부로 2008년에 창단 되었다.

## 출신 선수
최현규

## 참고 문헌
- “KFA 통합경기정보 시스템”. 대한축구협회.

## 같이 보기
- 갑천고등학교